# Kaula
Kaula (en hawaià Kaʻula) és una de les illes de Sotavent de Hawaii. Està situada a 34 km al sud-oest de Niihau. Les seves coordenades són: 21° 39′ N, 160° 32′ O / 21.650°N,160.533°O.
L'illa, amb forma de mitja lluna, és part del cràter d'un volcà antic pràcticament submergit. La superfície total és de 0,64 km² i l'altitud màxima és de 167 m. L'oceà ha erosionat el litoral creant penya-segats i coves, particularment l'anomenada cova del tauró, Kahakauaola.
Kaula és deshabitada però els pescadors la freqüenten. L'illa era recordada en les tradicions orals hawaianes i s'han trobat algunes restes de la seva presència, però no hi ha proves d'assentaments permanents. Ocasionalment s'ha utilitzat com a blanc per a exercicis militars de bombardeig aeri.